# Xyloplax
Xyloplax è un genere di stelle marine, è l'unico genere appartenente all'infraclasse Concentricycloidea.

## Distribuzione e habitat
Sono presenti sia nei mari polari che nelle profondità. Sono state trovate vicino alle Bahamas, a più di 1000 m di profondità vicino alla Nuova Zelanda, a una profondità di 2202 m sulla Dorsale di Juan de Fuca e a 2675 m sulla Dorsale di Gorda, nell'Oceano Pacifico nordorientale.

## Biologia
Così come avviene nella famiglia affine Pterasteridae, gli individui di Xyloplax trattengono la prole in delle tasche specializzate fino a che questi abbiano raggiunto uno stadio giovanile avanzato, al che vengono rilasciati. Nello sviluppo degli individui di Xyloplax è stato descritto un processo di progenesi: la crescita somatica viene troncata a uno stadio giovanile mentre le gonadi si sviluppano. Rispetto a stelle marine di altri generi affini, quelle di Xyloplax presentano quindi caratteri pedomorfici.

## Classificazione
Da quando il genere fu descritto nel 1986, la posizione di questo all'interno degli echinodermi è stata discussa. All'inizio era stato collocato in una classe nuova, Concentrocycloidea, poi, in seguito a due studi, uno morfologico e l'altro molecolare, è stato determinato che si tratta di una sottoclasse di Asteroidea, strettamente imparentata con la famiglia Pterasteridae.
- Genere Xyloplax
  - Xiloplax janetae
  - Xiloplax medusiformis
  - Xiloplax princealberti
  - Xiloplax turnerae